# Kuder-Richardson Formule 20
De Kuder-Richardson Formule 20 (KR-20) is in de multivariate statistiek een coëfficiënt die een schatting geeft van de betrouwbaarheid van een test die bestaat uit dichotome metingen. De coëfficiënt wordt vooral gebruikt in de sociale wetenschappen, in het bijzonder in de psychologie, bij de constructie en evaluatie van psychologische tests.
De definitie van de betrouwbaarheid van een test is gelijk aan het gemiddelde van de geschatte correlaties tussen de test in kwestie en alle mogelijke tests van dezelfde lengte die betrekking hebben op hetzelfde construct.
De KR-20 is voor het eerst gepubliceerd in 1937 en is verwant aan Cronbachs α. Cronbachs Alfa kan gezien worden als de verwachte correlatie van twee tests die hetzelfde construct meten. Het is dus een schatting van de betrouwbaarheid. De aanname is dat de gemiddelde correlatie van een set items een goede schatting geeft van de theoretische gemiddelde correlatie tussen alle items die betrekking hebben op hetzelfde construct.
In het geval dat de items in een test dichotoom zijn (er zijn maar 2 mogelijke waarden, bijvoorbeeld ja/nee), neemt Cronbachs alfa de vorm aan van de KR-20.
De waarde van de coëfficiënt, vaak aangeduid met α, ligt theoretisch tussen 0 en 1 (in de praktijk kunnen negatieve waarden voorkomen), waarbij waarden in de buurt van 1 duiden op hoge betrouwbaarheid. De formule luidt:
{\displaystyle \alpha ={\frac {K}{K-1}}\left(1-{\frac {\sum _{i=1}^{K}{p_{i}(1-p_{i})}}{\sigma _{\!X}^{2}}}\right).}
Daarin is {\displaystyle K} de lengte van de test (aantal items), {\displaystyle p_{i}} de fractie positieve scores op item {\displaystyle i}, {\displaystyle N} het aantal respondenten en
{\displaystyle \sigma _{\!X}^{2}={\frac {1}{N}}\sum _{j=1}^{N}(X_{j}-{\bar {X}})^{2}}
de variantie in de ruwe testscores van de respondenten.
In andere woorden: De KR-20 wordt berekend door de p-waarde van het item te bepalen (bijvoorbeeld de proportie ja-antwoorden), welke vervolgens wordt vermenigvuldigd met {\displaystyle (1-p)}. Deze producten worden vervolgens bij elkaar opgeteld en gedeeld door de variantie van de totale testscore. Deze waarde wordt afgetrokken van 1 en daarna vermenigvuldigd met de ratio van het totale aantal items in de test ten opzichte van het totale aantal items –1.